# NB-12 Borac
NB-12 Borac (Naoružani brod-12 — Вооружённый корабль-12 «Борац»), с ноября 1944 года NB-13 Partizan II — патрульный корабль партизанских военно-морских сил Югославии. Изначально был рыболовецким судном. В бою непосредственно не использовался. В ноябре 1944 года после гибели корабля NB-13 «Партизан» был переименован в его честь. После войны был снова переоборудован в рыболовецкое судно.